# Divisione Nazionale 1945-1946
La Divisione Nazionale 1945-1946, denominazione con cui si raggruppano la Serie A Alta Italia 1945-1946, la Serie A-B Centro-Sud 1945-1946 e il girone finale di Serie A, è stata l'insieme dei tornei che costituirono la 44ª edizione della massima serie del campionato italiano di calcio: per la prima e unica volta dal 1929 essa non si tenne a girone unico.
Sebbene all'epoca il termine Divisione Nazionale indicasse in via generale i campionati di Serie A, B e C, gestiti dal Direttorio Divisioni Superiori, per questa stagione è invalso l'uso in retrospettiva di tale appellativo per identificare unicamente l'organizzazione congiunta della Serie A e della Serie A-B, oltre che delle relative finali nazionali, da parte rispettivamente della Lega Nazionale Alta Italia e Centro-Sud; la massima serie si discostò in tal modo dalla Serie B-C Alta Italia nonché dalla Serie C Alta Italia e Centro-Sud, organizzate dalle leghe in forma separata.
I tornei si disputarono tra il 14 ottobre 1945 e il 28 luglio 1946 e si conclusero con la vittoria nel girone finale nazionale del Torino, al suo terzo titolo, il secondo consecutivo (se non si considera il periodo di pausa dovuto al secondo conflitto mondiale).
Capocannoniere del torneo è stato Guglielmo Gabetto (Torino) con 22 reti.

## Stagione

### Antefatti
Dopo la fine della seconda guerra mondiale l'Italia si ritrovò in macerie e spezzata in due. Gli accaniti combattimenti lungo la Linea Gotica dell'inverno 1944 avevano gravemente compromesso, se non distrutto, le linee di comunicazione sugli Appennini, rendendo assai difficoltosi gli spostamenti fra la Pianura padana e la Penisola italiana.
In queste condizioni, stante anche l'occupazione americana del Nord Italia, la Federazione Italiana Giuoco Calcio (FIGC) decise di far ripartire il campionato di calcio con una formula particolare. Invero, la stessa FIGC che per motivi contingenti non poteva ritornare al girone unico dell'anteguerra, dovette creare due distinti organismi che furono eletti in due diverse assemblee: una diretta da Ottorino Barassi a Roma il 10 luglio, e una presieduta da Giovanni Mauro a Novara il 31 luglio. Nel Nord del paese fu costituita la Lega Nazionale Alta Italia che avrebbe gestìto il campionato dell'Alta Italia che si poneva in continuità con quello prebellico di Serie A, essendovi ammesse tutte le società che avrebbero avuto titolo a partecipare alla massima serie della soppressa stagione 1943-44. L'Ambrosiana-Inter, il Milano, il Genova 1893 e il Liguria tornarono alle originarie denominazioni di Inter, Milan, Genoa e Sampierdarenese. Una citazione a parte va fatta per l'Andrea Doria, che tornava a disputare separatamente la massima serie dopo la forzata fusione del 1927 con la Sampierdarenese: appena conclusa la guerra e caduto il regime fascista, una speciale Commissione voluta dalla Federazione prese a riesaminare tutte le imposizioni volute dalla dittatura e individuò un'ingiustizia nella nascita dell'allora La Dominante, poiché si trattò null'altro che della soppressione della quotata Andrea Doria a tutto vantaggio di una Sampierdarenese, il cui unico privilegio era quello di rappresentare la località dove si era formato il secondo Fascio più antico d'Italia dopo quello di Milano. Fu così che la FIGC accolse il reclamo degli ormai invecchiati ex dirigenti della Doria – alcuni dei quali nel corso degli Anni Trenta avevano tentato di ricostruire, senza molto successo, la società in Serie C – riammettendoli d'ufficio nella massima serie.

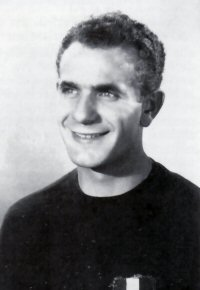
Eusebio Castigliano, prolifico centrocampista dei granata scudettati.

Nel Meridione la situazione era ancora più complessa, non essendoci ivi sufficienti società – solo quattro più il Bari formalmente retrocesso – aventi titolo alla disputa della massima serie. La soluzione fu trovata costituendo la Lega Nazionale Centro-Sud che gestì il campionato Misto di Serie A e B del Centro-Sud fra le squadre di Serie A e quelle di Serie B: accettarono l'invito l'Anconitana, il Napoli, il Palermo, il Pescara, la Salernitana e il Siena, per un totale di undici formazioni, un numero dispari poiché il ritiro del Pisa per mancanza di fondi e indisponibilità dello stadio bombardato, e la radiazione per scioglimento della MATER, lasciarono il torneo zoppo.
Alla conclusione dei due raggruppamenti, solo le prime quattro classificate di ogni campionato si sarebbero qualificate al girone finale nazionale che avrebbe determinato la vincitrice dello scudetto, con una formula che ricordava un poco quella dei campionati precedenti il 1929. Per questo complesso meccanismo il campionato 1945-46, pur comparendo regolarmente negli albi d'oro, non è assimilato a quelli di Serie A e non viene riportato nelle relative statistiche.
A parità di punteggio le squadre furono normalmente classificate a pari merito, mentre i regolamenti dei campionati redatti dalla FIGC per questa e per le successive stagioni prevedevano che, trovandosi necessità di attribuire qualsiasi titolo sportivo di promozione o retrocessione, si procedesse a disputare uno o più spareggi in campo neutro.

### Avvenimenti

#### Gironi eliminatori
Il girone settentrionale fu vinto dal Torino, giunto davanti all'Inter. Le altre due posizioni valide per l'accesso al girone finale furono conquistate da Juventus e Milan, quest'ultimo prevalse sul Brescia dopo un doppio spareggio.
Il campionato misto del Centro-Sud venne vinto ex aequo a sorpresa dal Napoli, che ottenne così la promozione in massima serie dopo la militanza in Serie B 1942-1943, e dal Bari, la cui retrocessione al termine della precedente annata di Serie A era stata annullata. Guadagnarono l'accesso al girone finale anche la Roma e la Pro Livorno, coi toscani che già nell'ultimo campionato nazionale avevano sfiorato lo scudetto. Le più attrezzate Fiorentina e Lazio, invece, non riuscirono a qualificarsi.

#### Girone finale
Il girone finale si giocò tra aprile e luglio e mise in evidenza, fin dalle prime giornate, la superiorità delle squadre settentrionali su quelle peninsulari con queste ultime che subirono sconfitte finanche tennistiche pur riuscendo in alcuni casi a strappare punti agli squadroni del nord (il solo Torino riuscì a fare punteggio pieno nei confronti nord-sud); a riprova di tale divario, a fine campionato le prime quattro posizioni furono occupate dalle squadre dell'Alta Italia.
Inter e Torino vinsero le prime quattro partite volando in vetta a punteggio pieno con tre punti di vantaggio sulla Juventus. Imponendosi nello scontro diretto alla quinta giornata con i nerazzurri, i granata volarono in vetta solitaria, ma, perdendo la stracittadina la settimana successiva, si videro avvicinare i bianconeri a due punti (l'Inter fallì l'aggancio perdendo il derby). Il Torino rimase solo in vetta fino all'ottava giornata: nella giornata successiva, perdendo sul campo del Milan, fu agganciato dai bianconeri; nel frattempo l'Inter era scivolata al quarto posto, superata dal Napoli terzo a tre punti dalla vetta.
Nelle giornate successive Torino e Juventus continuarono a condividere la vetta facendo il vuoto dietro a sé e rimanendo le sole in corsa per lo scudetto. Alla terzultima giornata la Juventus volò in vetta solitaria, approfittando della pesante sconfitta per 6-2 dei granata sul campo dell'Inter, ma, perdendo il derby alla penultima giornata, fu riagganciata dal Torino. All'ultima giornata i granata ospitarono il Pro Livorno mentre la Juventus era impegnata nella trasferta di Napoli: il Torino travolse per 9-1 i labronici e, approfittando del pari (1-1) imposto dal Napoli ai bianconeri, vinse il campionato con una lunghezza di vantaggio sui rivali concittadini.

## Serie A Alta Italia

### Squadre partecipanti
| Club            | Stagione | Città   | Stadio                    | Stagione precedente                                             |
| --------------- | -------- | ------- | ------------------------- | --------------------------------------------------------------- |
| Andrea Doria    | dettagli | Genova  | Stadio Luigi Ferraris     | Rifondata con titolo sportivo del 1927 come misura antifascista |
| Atalanta        | dettagli | Bergamo | Stadio Comunale           | 9º posto in Serie A                                             |
| Bologna         | dettagli | Bologna | Stadio Comunale           | 6º posto in Serie A                                             |
| Brescia         | dettagli | Brescia | Stadium di viale Piave    | 2º posto in Serie B, promosso                                   |
| Genoa           | dettagli | Genova  | Stadio Luigi Ferraris     | 5º posto in Serie A                                             |
| Inter           | dettagli | Milano  | Arena Civica              | 4º posto in Serie A                                             |
| Juventus        | dettagli | Torino  | Stadio Comunale di Torino | 3º posto in Serie A                                             |
| Milan           | dettagli | Milano  | Arena Civica              | 6º posto in Serie A                                             |
| Modena          | dettagli | Modena  | Stadio Comunale           | 1º posto in Serie B, promosso                                   |
| Sampierdarenese | dettagli | Genova  | Stadio Luigi Ferraris     | 16º posto in Serie A come Liguria, ripescata per cause belliche |
| Torino          | dettagli | Torino  | Stadio Filadelfia         | 1º posto in Serie A                                             |
| Triestina       | dettagli | Trieste | Stadio Comunale           | 13º posto in Serie A                                            |
| Venezia         | dettagli | Venezia | Stadio Pier Luigi Penzo   | 14º posto in Serie A                                            |
| Vicenza         | dettagli | Vicenza | Stadio Comunale           | 12º posto in Serie A                                            |

### Allenatori
| Squadra      | Allenatore                                                                                  |                 | Squadra                                              | Allenatore        |
| ------------ | ------------------------------------------------------------------------------------------- | --------------- | ---------------------------------------------------- | ----------------- |
| Andrea Doria | Italo Zamberletti (1ª-?ª) János Vanicsek (?ª-26ª)                                           |                 | Milan                                                | Adolfo Baloncieri |
| Atalanta     | János Nehadoma (1ª-6ª) Giuseppe Meazza (7ª-13ª) Luis Monti (14ª-26ª)                        | Modena          | Alfredo Mazzoni                                      |                   |
| Bologna      | Alexander Popovic (1ª-13ª) Angelo Schiavio e Pietro Genovesi (14ª-26ª)                      | Sampierdarenese | Ottavio Barbieri (1ª-21ª) Riccardo Fossati (24ª-30ª) |                   |
| Brescia      | Giovanni Ferrari (1ª-13ª) Mario Perazzolo (14ª-26ª)                                         | Torino          | Luigi Ferrero                                        |                   |
| Genoa        | Guido Ara (1ª-7ª) Enrico Silvestri (8ª-?ª) József Viola (?ª-21ª) Ottavio Barbieri (22ª-26ª) | Triestina       | Mario Villini                                        |                   |
| Inter        | Carlo Carcano                                                                               | Venezia         | Giuseppe Girani                                      |                   |
| Juventus     | Felice Borel                                                                                | Vicenza         | Pietro Spinato                                       |                   |

### Classifica finale
|  | Pos. | Squadra         | Pt | G  | V  | N  | P  | GF | GS |
|  | ---- | --------------- | -- | -- | -- | -- | -- | -- | -- |
|  | 1.   | Torino          | 42 | 26 | 19 | 4  | 3  | 65 | 18 |
|  | 2.   | Inter           | 39 | 26 | 17 | 5  | 4  | 52 | 21 |
|  | 3.   | Juventus        | 35 | 26 | 13 | 9  | 4  | 52 | 23 |
|  | 4.   | Milan           | 30 | 26 | 12 | 6  | 8  | 38 | 36 |
|  | 5.   | Brescia         | 30 | 26 | 12 | 6  | 8  | 38 | 33 |
|  | 6.   | Modena          | 26 | 26 | 8  | 10 | 8  | 24 | 22 |
|  | 6.   | Bologna         | 26 | 26 | 11 | 4  | 11 | 30 | 33 |
|  | 8.   | Triestina       | 23 | 26 | 8  | 7  | 11 | 23 | 32 |
|  | 9.   | Atalanta        | 21 | 26 | 7  | 7  | 12 | 21 | 28 |
|  | 9.   | Andrea Doria    | 21 | 26 | 7  | 7  | 12 | 25 | 35 |
|  | 11.  | Vicenza         | 20 | 26 | 8  | 4  | 14 | 28 | 38 |
|  | 12.  | Genoa           | 19 | 26 | 6  | 7  | 13 | 21 | 46 |
|  | 13.  | Venezia         | 17 | 26 | 4  | 9  | 13 | 19 | 37 |
|  | 14.  | Sampierdarenese | 15 | 26 | 5  | 5  | 16 | 19 | 53 |

Legenda:
      Qualificate al girone finale.
Regolamento:
Due punti a vittoria, uno a pareggio, zero a sconfitta.
Era in vigore il pari merito, con eventuali spareggi per determinare qualificazioni.
Note:
Milan e Brescia terminarono il campionato a pari punti. Fu disputato uno spareggio per decidere la squadra che doveva accedere al girone finale.
L'Andrea Doria partecipava in sovrannumero; la sua conferma per la stagione successiva era subordinata all'esistenza di posti disponibili.

### Risultati

#### Tabellone
|                 | AnD  | Ata  | Bol  | Bre  | Gen  | Int  | Juv  | Mil  | Mod  | Sam  | Tor  | Tri  | Ven  | Vic  |
| --------------- | ---- | ---- | ---- | ---- | ---- | ---- | ---- | ---- | ---- | ---- | ---- | ---- | ---- | ---- |
| Andrea Doria    | –––– | 1-0  | 0-0  | 1-1  | 0-1  | 1-1  | 1-1  | 1-2  | 1-1  | 0-1  | 2-3  | 0-0  | 2-0  | 3-2  |
| Atalanta        | 0-3  | –––– | 0-1  | 0-0  | 2-2  | 2-1  | 1-1  | 0-2  | 0-1  | 3-0  | 1-0  | 2-1  | 1-0  | 2-2  |
| Bologna         | 1-0  | 2-0  | –––– | 0-0  | 4-0  | 1-3  | 2-1  | 1-2  | 2-2  | 3-2  | 0-2  | 1-0  | 3-0  | 2-1  |
| Brescia         | 2-0  | 1-1  | 2-1  | –––– | 3-1  | 1-2  | 2-1  | 2-0  | 1-0  | 1-0  | 1-3  | 1-1  | 3-1  | 4-1  |
| Genoa           | 0-3  | 1-0  | 3-0  | 2-3  | –––– | 1-2  | 2-1  | 1-0  | 0-0  | 0-2  | 0-1  | 0-1  | 0-0  | 2-0  |
| Inter           | 2-0  | 1-0  | 1-0  | 4-1  | 9-1  | –––– | 2-2  | 2-0  | 2-0  | 2-0  | 1-1  | 1-2  | 2-1  | 4-2  |
| Juventus        | 6-1  | 2-0  | 1-0  | 3-1  | 4-1  | 0-0  | –––– | 2-2  | 1-0  | 6-0  | 2-1  | 1-1  | 5-0  | 2-1  |
| Milan           | 1-2  | 2-1  | 2-2  | 3-1  | 1-0  | 1-3  | 1-1  | –––– | 1-0  | 3-0  | 2-3  | 2-0  | 2-1  | 2-4  |
| Modena          | 1-0  | 0-2  | 2-0  | 2-1  | 1-1  | 0-0  | 0-0  | 1-1  | –––– | 2-0  | 0-3  | 5-1  | 0-0  | 2-0  |
| Sampierdarenese | 1-0  | 1-3  | 0-2  | 1-2  | 1-1  | 1-3  | 2-2  | 1-2  | 0-0  | –––– | 0-5  | 0-6  | 1-1  | 1-0  |
| Torino          | 5-0  | 2-0  | 4-0  | 2-2  | 6-0  | 1-0  | 1-0  | 4-0  | 1-1  | 2-1  | –––– | 4-0  | 3-1  | 4-0  |
| Triestina       | 0-1  | 0-0  | 1-0  | 1-0  | 2-1  | 1-3  | 0-3  | 1-2  | 1-0  | 0-1  | 1-1  | –––– | 0-0  | 0-2  |
| Venezia         | 2-2  | 0-0  | 1-2  | 1-2  | 0-0  | 0-1  | 0-2  | 0-0  | 2-3  | 3-1  | 2-1  | 1-1  | –––– | 1-0  |
| Vicenza         | 1-0  | 1-0  | 3-0  | 1-0  | 0-0  | 1-0  | 1-2  | 2-2  | 1-0  | 1-1  | 1-2  | 0-1  | 0-1  | –––– |

#### Calendario
| andata (1ª) | andata (1ª) | Prima giornata          | ritorno (14ª) | ritorno (14ª) |
|             |             |                         |               |               |
| 14 ott.     | 0-0         | Atalanta-Brescia        | 1-1           | 20 gen.       |
| 14 ott.     | 2-2         | Bologna-Modena          | 0-2           | 20 gen.       |
| 14 ott.     | 1-0         | Genoa-Milan             | 0-1           | 24 gen.       |
| 14 ott.     | 2-0         | Inter-Andrea Doria      | 1-1           | 20 gen.       |
| 14 ott.     | 2-1         | Juventus-Torino         | 0-1           | 19 mar.       |
| 14 ott.     | 0-0         | Triestina-Venezia       | 1-1           | 20 gen.       |
| 14 ott.     | 1-1         | Vicenza-Sampierdarenese | 0-1           | 19 gen.       |

| andata (3ª) | andata (3ª) | Terza giornata         | ritorno (16ª) | ritorno (16ª) |
|             |             |                        |               |               |
| 28 ott.     | 1-0         | Bologna-Andrea Doria   | 0-0           | 3 feb.        |
| 28 ott.     | 1-1         | Brescia-Triestina      | 0-1           | 3 feb.        |
| 27 ott.     | 0-0         | Genoa-Venezia          | 0-0           | 3 feb.        |
| 28 ott.     | 1-0         | Inter-Atalanta         | 1-2           | 3 feb.        |
| 28 ott.     | 1-0         | Juventus-Modena        | 0-0           | 3 feb.        |
| 28 ott.     | 0-5         | Sampierdarenese-Torino | 1-2           | 3 feb.        |
| 28 ott.     | 2-2         | Vicenza-Milan          | 4-2           | 3 feb.        |

| andata (5ª) | andata (5ª) | Quinta giornata         | ritorno (18ª) | ritorno (18ª) |
|             |             |                         |               |               |
| 18 nov.     | 1-1         | Andrea Doria-Modena     | 0-1           | 17 feb.       |
| 18 nov.     | 3-2         | Bologna-Sampierdarenese | 2-0           | 17 feb.       |
| 17 nov.     | 2-0         | Genoa-Vicenza           | 0-0           | 17 feb.       |
| 18 nov.     | 2-2         | Inter-Juventus          | 0-0           | 17 feb.       |
| 18 nov.     | 2-2         | Torino-Brescia          | 3-1           | 17 feb.       |
| 18 nov.     | 0-0         | Triestina-Atalanta      | 1-2           | 17 feb.       |
| 18 nov.     | 0-0         | Venezia-Milan           | 1-2           | 17 feb.       |

| andata (7ª) | andata (7ª) | Settima giornata         | ritorno (20ª) | ritorno (20ª) |
|             |             |                          |               |               |
| 2 dic.      | 1-1         | Andrea Doria-Juventus    | 1-6           | 3 mar.        |
| 2 dic.      | 3-0         | Atalanta-Sampierdarenese | 3-1           | 3 mar.        |
| 2 dic.      | 1-0         | Inter-Bologna            | 3-1           | 3 mar.        |
| 2 dic.      | 2-0         | Modena-Vicenza           | 0-1           | 3 mar.        |
| 2 dic.      | 4-0         | Torino-Milan             | 3-2           | 3 mar.        |
| 2 dic.      | 2-1         | Triestina-Genoa          | 1-0           | 2 mar.        |
| 2 dic.      | 1-2         | Venezia-Brescia          | 1-3           | 14 mar.       |

| andata (9ª) | andata (9ª) | Nona giornata           | ritorno (22ª) | ritorno (22ª) |
|             |             |                         |               |               |
| 16 dic.     | 1-0         | Brescia-Sampierdarenese | 2-1           | 19 mar.       |
| 16 dic.     | 0-3         | Genoa-Andrea Doria      | 1-0           | 17 mar.       |
| 16 dic.     | 4-2         | Inter-Vicenza           | 0-1           | 17 mar.       |
| 16 dic.     | 1-1         | Modena-Milan            | 0-1           | 17 mar.       |
| 16 dic.     | 2-0         | Torino-Atalanta         | 0-1           | 17 mar.       |
| 16 dic.     | 1-0         | Triestina-Bologna       | 0-1           | 17 mar.       |
| 16 dic.     | 0-2         | Venezia-Juventus        | 0-5           | 17 mar.       |

| andata (11ª) | andata (11ª) | Undicesima giornata      | ritorno (24ª) | ritorno (24ª) |
|              |              |                          |               |               |
| 30 dic.      | 3-1          | Brescia-Genoa            | 3-2           | 31 mar.       |
| 30 dic.      | 2-2          | Milan-Bologna            | 2-1           | 31 mar.       |
| 30 dic.      | 0-0          | Modena-Inter             | 0-2           | 31 mar.       |
| 30 dic.      | 2-2          | Sampierdarenese-Juventus | 0-6           | 31 mar.       |
| 30 dic.      | 4-0          | Torino-Triestina         | 1-1           | 31 mar.       |
| 30 dic.      | 2-2          | Venezia-Andrea Doria     | 0-2           | 30 mar.       |
| 30 dic.      | 1-0          | Vicenza-Atalanta         | 2-2           | 31 mar.       |

| andata (13ª) | andata (13ª) | Tredicesima giornata    | ritorno (26ª) | ritorno (26ª) |
|              |              |                         |               |               |
| 13 gen.      | 2-3          | Andrea Doria-Torino     | 0-5           | 14 apr.       |
| 13 gen.      | 0-1          | Atalanta-Modena         | 2-0           | 14 apr.       |
| 13 gen.      | 4-0          | Bologna-Genoa           | 0-3           | 13 apr.       |
| 13 gen.      | 2-1          | Juventus-Vicenza        | 2-1           | 14 apr.       |
| 13 gen.      | 3-1          | Milan-Brescia           | 0-2           | 14 apr.       |
| 13 gen.      | 1-3          | Triestina-Inter         | 2-1           | 14 apr.       |
| 13 gen.      | 3-1          | Venezia-Sampierdarenese | 1-1           | 14 apr.       |

| andata (2ª) | andata (2ª) | Seconda giornata             | ritorno (15ª) | ritorno (15ª) |
|             |             |                              |               |               |
| 21 ott.     | 0-1         | Andrea Doria-Sampierdarenese | 0-1           | 26 gen.       |
| 21 ott.     | 0-1         | Atalanta-Bologna             | 0-2           | 27 gen.       |
| 21 ott.     | 1-0         | Brescia-Modena               | 1-2           | 27 gen.       |
| 21 ott.     | 1-1         | Milan-Juventus               | 2-2           | 30 gen.       |
| 21 ott.     | 6-0         | Torino-Genoa                 | 1-0           | 27 gen.       |
| 21 ott.     | 0-2         | Triestina-Vicenza            | 1-0           | 27 gen.       |
| 21 ott.     | 0-1         | Venezia-Inter                | 1-2           | 27 gen.       |

| andata (4ª) | andata (4ª) | Quarta giornata           | ritorno (17ª) | ritorno (17ª) |
|             |             |                           |               |               |
| 4 nov.      | 1-1         | Andrea Doria-Brescia      | 0-2           | 10 feb.       |
| 4 nov.      | 1-1         | Atalanta-Juventus         | 0-2           | 10 feb.       |
| 4 nov.      | 1-3         | Milan-Inter               | 0-2           | 10 feb.       |
| 4 nov.      | 1-1         | Modena-Genoa              | 0-0           | 10 feb.       |
| 3 nov.      | 0-6         | Sampierdarenese-Triestina | 1-0           | 10 feb.       |
| 4 nov.      | 3-1         | Torino-Venezia            | 1-2           | 10 feb.       |
| 4 nov.      | 3-0         | Vicenza-Bologna           | 1-2           | 10 feb.       |

| andata (6ª) | andata (6ª) | Sesta giornata        | ritorno (19ª) | ritorno (19ª) |
|             |             |                       |               |               |
| 25 nov.     | 0-3         | Atalanta-Andrea Doria | 0-1           | 23 feb.       |
| 25 nov.     | 2-1         | Brescia-Bologna       | 0-0           | 24 feb.       |
| 25 nov.     | 4-1         | Juventus-Genoa        | 1-2           | 24 feb.       |
| 25 nov.     | 2-0         | Milan-Triestina       | 2-1           | 24 feb.       |
| 25 nov.     | 0-3         | Modena-Torino         | 1-1           | 24 feb.       |
| 25 nov.     | 1-3         | Sampierdarenese-Inter | 0-2           | 24 feb.       |
| 25 nov.     | 0-1         | Vicenza-Venezia       | 0-1           | 24 feb.       |

| andata (8ª) | andata (8ª) | Ottava giornata        | ritorno (21ª) | ritorno (21ª) |
|             |             |                        |               |               |
| 9 dic.      | 3-0         | Bologna-Venezia        | 2-1           | 10 mar.       |
| 9 dic.      | 1-2         | Brescia-Inter          | 1-4           | 10 mar.       |
| 9 dic.      | 1-0         | Genoa-Atalanta         | 2-2           | 10 mar.       |
| 9 dic.      | 1-1         | Juventus-Triestina     | 3-0           | 10 mar.       |
| 9 dic.      | 1-2         | Milan-Andrea Doria     | 2-1           | 10 mar.       |
| 8 dic.      | 0-0         | Sampierdarenese-Modena | 0-2           | 10 mar.       |
| 9 dic.      | 1-2         | Vicenza-Torino         | 0-4           | 10 mar.       |

| andata (10ª) | andata (10ª) | Decima giornata       | ritorno (23ª) | ritorno (23ª) |
|              |              |                       |               |               |
| 22 dic.      | 3-2          | Andrea Doria-Vicenza  | 0-1           | 24 mar.       |
| 23 dic.      | 1-0          | Atalanta-Venezia      | 0-0           | 24 mar.       |
| 23 dic.      | 0-2          | Bologna-Torino        | 0-4           | 24 mar.       |
| 23 dic.      | 9-1          | Inter-Genoa           | 2-1           | 24 mar.       |
| 23 dic.      | 3-1          | Juventus-Brescia      | 1-2           | 24 mar.       |
| 23 dic.      | 1-2          | Sampierdarenese-Milan | 0-3           | 24 mar.       |
| 23 dic.      | 1-0          | Triestina-Modena      | 1-5           | 24 mar.       |

| andata (12ª) | andata (12ª) | Dodicesima giornata    | ritorno (25ª) | ritorno (25ª) |
|              |              |                        |               |               |
| 5 gen.       | 0-0          | Andrea Doria-Triestina | 1-0           | 7 apr.        |
| 6 gen.       | 0-2          | Atalanta-Milan         | 1-2           | 7 apr.        |
| 6 gen.       | 0-2          | Genoa-Sampierdarenese  | 1-1           | 7 apr.        |
| 6 gen.       | 1-1          | Inter-Torino           | 0-1           | 7 apr.        |
| 6 gen.       | 1-0          | Juventus-Bologna       | 1-2           | 7 apr.        |
| 6 gen.       | 0-0          | Modena-Venezia         | 3-2           | 7 apr.        |
| 6 gen.       | 1-0          | Vicenza-Brescia        | 1-4           | 7 apr.        |

| andata (1ª) | andata (1ª) | Prima giornata          | ritorno (14ª) | ritorno (14ª) |
|             |             |                         |               |               |
| 14 ott.     | 0-0         | Atalanta-Brescia        | 1-1           | 20 gen.       |
| 14 ott.     | 2-2         | Bologna-Modena          | 0-2           | 20 gen.       |
| 14 ott.     | 1-0         | Genoa-Milan             | 0-1           | 24 gen.       |
| 14 ott.     | 2-0         | Inter-Andrea Doria      | 1-1           | 20 gen.       |
| 14 ott.     | 2-1         | Juventus-Torino         | 0-1           | 19 mar.       |
| 14 ott.     | 0-0         | Triestina-Venezia       | 1-1           | 20 gen.       |
| 14 ott.     | 1-1         | Vicenza-Sampierdarenese | 0-1           | 19 gen.       |

| andata (3ª) | andata (3ª) | Terza giornata         | ritorno (16ª) | ritorno (16ª) |
|             |             |                        |               |               |
| 28 ott.     | 1-0         | Bologna-Andrea Doria   | 0-0           | 3 feb.        |
| 28 ott.     | 1-1         | Brescia-Triestina      | 0-1           | 3 feb.        |
| 27 ott.     | 0-0         | Genoa-Venezia          | 0-0           | 3 feb.        |
| 28 ott.     | 1-0         | Inter-Atalanta         | 1-2           | 3 feb.        |
| 28 ott.     | 1-0         | Juventus-Modena        | 0-0           | 3 feb.        |
| 28 ott.     | 0-5         | Sampierdarenese-Torino | 1-2           | 3 feb.        |
| 28 ott.     | 2-2         | Vicenza-Milan          | 4-2           | 3 feb.        |

| andata (5ª) | andata (5ª) | Quinta giornata         | ritorno (18ª) | ritorno (18ª) |
|             |             |                         |               |               |
| 18 nov.     | 1-1         | Andrea Doria-Modena     | 0-1           | 17 feb.       |
| 18 nov.     | 3-2         | Bologna-Sampierdarenese | 2-0           | 17 feb.       |
| 17 nov.     | 2-0         | Genoa-Vicenza           | 0-0           | 17 feb.       |
| 18 nov.     | 2-2         | Inter-Juventus          | 0-0           | 17 feb.       |
| 18 nov.     | 2-2         | Torino-Brescia          | 3-1           | 17 feb.       |
| 18 nov.     | 0-0         | Triestina-Atalanta      | 1-2           | 17 feb.       |
| 18 nov.     | 0-0         | Venezia-Milan           | 1-2           | 17 feb.       |

| andata (7ª) | andata (7ª) | Settima giornata         | ritorno (20ª) | ritorno (20ª) |
|             |             |                          |               |               |
| 2 dic.      | 1-1         | Andrea Doria-Juventus    | 1-6           | 3 mar.        |
| 2 dic.      | 3-0         | Atalanta-Sampierdarenese | 3-1           | 3 mar.        |
| 2 dic.      | 1-0         | Inter-Bologna            | 3-1           | 3 mar.        |
| 2 dic.      | 2-0         | Modena-Vicenza           | 0-1           | 3 mar.        |
| 2 dic.      | 4-0         | Torino-Milan             | 3-2           | 3 mar.        |
| 2 dic.      | 2-1         | Triestina-Genoa          | 1-0           | 2 mar.        |
| 2 dic.      | 1-2         | Venezia-Brescia          | 1-3           | 14 mar.       |

| andata (9ª) | andata (9ª) | Nona giornata           | ritorno (22ª) | ritorno (22ª) |
|             |             |                         |               |               |
| 16 dic.     | 1-0         | Brescia-Sampierdarenese | 2-1           | 19 mar.       |
| 16 dic.     | 0-3         | Genoa-Andrea Doria      | 1-0           | 17 mar.       |
| 16 dic.     | 4-2         | Inter-Vicenza           | 0-1           | 17 mar.       |
| 16 dic.     | 1-1         | Modena-Milan            | 0-1           | 17 mar.       |
| 16 dic.     | 2-0         | Torino-Atalanta         | 0-1           | 17 mar.       |
| 16 dic.     | 1-0         | Triestina-Bologna       | 0-1           | 17 mar.       |
| 16 dic.     | 0-2         | Venezia-Juventus        | 0-5           | 17 mar.       |

| andata (11ª) | andata (11ª) | Undicesima giornata      | ritorno (24ª) | ritorno (24ª) |
|              |              |                          |               |               |
| 30 dic.      | 3-1          | Brescia-Genoa            | 3-2           | 31 mar.       |
| 30 dic.      | 2-2          | Milan-Bologna            | 2-1           | 31 mar.       |
| 30 dic.      | 0-0          | Modena-Inter             | 0-2           | 31 mar.       |
| 30 dic.      | 2-2          | Sampierdarenese-Juventus | 0-6           | 31 mar.       |
| 30 dic.      | 4-0          | Torino-Triestina         | 1-1           | 31 mar.       |
| 30 dic.      | 2-2          | Venezia-Andrea Doria     | 0-2           | 30 mar.       |
| 30 dic.      | 1-0          | Vicenza-Atalanta         | 2-2           | 31 mar.       |

| andata (13ª) | andata (13ª) | Tredicesima giornata    | ritorno (26ª) | ritorno (26ª) |
|              |              |                         |               |               |
| 13 gen.      | 2-3          | Andrea Doria-Torino     | 0-5           | 14 apr.       |
| 13 gen.      | 0-1          | Atalanta-Modena         | 2-0           | 14 apr.       |
| 13 gen.      | 4-0          | Bologna-Genoa           | 0-3           | 13 apr.       |
| 13 gen.      | 2-1          | Juventus-Vicenza        | 2-1           | 14 apr.       |
| 13 gen.      | 3-1          | Milan-Brescia           | 0-2           | 14 apr.       |
| 13 gen.      | 1-3          | Triestina-Inter         | 2-1           | 14 apr.       |
| 13 gen.      | 3-1          | Venezia-Sampierdarenese | 1-1           | 14 apr.       |

| andata (2ª) | andata (2ª) | Seconda giornata             | ritorno (15ª) | ritorno (15ª) |
|             |             |                              |               |               |
| 21 ott.     | 0-1         | Andrea Doria-Sampierdarenese | 0-1           | 26 gen.       |
| 21 ott.     | 0-1         | Atalanta-Bologna             | 0-2           | 27 gen.       |
| 21 ott.     | 1-0         | Brescia-Modena               | 1-2           | 27 gen.       |
| 21 ott.     | 1-1         | Milan-Juventus               | 2-2           | 30 gen.       |
| 21 ott.     | 6-0         | Torino-Genoa                 | 1-0           | 27 gen.       |
| 21 ott.     | 0-2         | Triestina-Vicenza            | 1-0           | 27 gen.       |
| 21 ott.     | 0-1         | Venezia-Inter                | 1-2           | 27 gen.       |

| andata (4ª) | andata (4ª) | Quarta giornata           | ritorno (17ª) | ritorno (17ª) |
|             |             |                           |               |               |
| 4 nov.      | 1-1         | Andrea Doria-Brescia      | 0-2           | 10 feb.       |
| 4 nov.      | 1-1         | Atalanta-Juventus         | 0-2           | 10 feb.       |
| 4 nov.      | 1-3         | Milan-Inter               | 0-2           | 10 feb.       |
| 4 nov.      | 1-1         | Modena-Genoa              | 0-0           | 10 feb.       |
| 3 nov.      | 0-6         | Sampierdarenese-Triestina | 1-0           | 10 feb.       |
| 4 nov.      | 3-1         | Torino-Venezia            | 1-2           | 10 feb.       |
| 4 nov.      | 3-0         | Vicenza-Bologna           | 1-2           | 10 feb.       |

| andata (6ª) | andata (6ª) | Sesta giornata        | ritorno (19ª) | ritorno (19ª) |
|             |             |                       |               |               |
| 25 nov.     | 0-3         | Atalanta-Andrea Doria | 0-1           | 23 feb.       |
| 25 nov.     | 2-1         | Brescia-Bologna       | 0-0           | 24 feb.       |
| 25 nov.     | 4-1         | Juventus-Genoa        | 1-2           | 24 feb.       |
| 25 nov.     | 2-0         | Milan-Triestina       | 2-1           | 24 feb.       |
| 25 nov.     | 0-3         | Modena-Torino         | 1-1           | 24 feb.       |
| 25 nov.     | 1-3         | Sampierdarenese-Inter | 0-2           | 24 feb.       |
| 25 nov.     | 0-1         | Vicenza-Venezia       | 0-1           | 24 feb.       |

| andata (8ª) | andata (8ª) | Ottava giornata        | ritorno (21ª) | ritorno (21ª) |
|             |             |                        |               |               |
| 9 dic.      | 3-0         | Bologna-Venezia        | 2-1           | 10 mar.       |
| 9 dic.      | 1-2         | Brescia-Inter          | 1-4           | 10 mar.       |
| 9 dic.      | 1-0         | Genoa-Atalanta         | 2-2           | 10 mar.       |
| 9 dic.      | 1-1         | Juventus-Triestina     | 3-0           | 10 mar.       |
| 9 dic.      | 1-2         | Milan-Andrea Doria     | 2-1           | 10 mar.       |
| 8 dic.      | 0-0         | Sampierdarenese-Modena | 0-2           | 10 mar.       |
| 9 dic.      | 1-2         | Vicenza-Torino         | 0-4           | 10 mar.       |

| andata (10ª) | andata (10ª) | Decima giornata       | ritorno (23ª) | ritorno (23ª) |
|              |              |                       |               |               |
| 22 dic.      | 3-2          | Andrea Doria-Vicenza  | 0-1           | 24 mar.       |
| 23 dic.      | 1-0          | Atalanta-Venezia      | 0-0           | 24 mar.       |
| 23 dic.      | 0-2          | Bologna-Torino        | 0-4           | 24 mar.       |
| 23 dic.      | 9-1          | Inter-Genoa           | 2-1           | 24 mar.       |
| 23 dic.      | 3-1          | Juventus-Brescia      | 1-2           | 24 mar.       |
| 23 dic.      | 1-2          | Sampierdarenese-Milan | 0-3           | 24 mar.       |
| 23 dic.      | 1-0          | Triestina-Modena      | 1-5           | 24 mar.       |

| andata (12ª) | andata (12ª) | Dodicesima giornata    | ritorno (25ª) | ritorno (25ª) |
|              |              |                        |               |               |
| 5 gen.       | 0-0          | Andrea Doria-Triestina | 1-0           | 7 apr.        |
| 6 gen.       | 0-2          | Atalanta-Milan         | 1-2           | 7 apr.        |
| 6 gen.       | 0-2          | Genoa-Sampierdarenese  | 1-1           | 7 apr.        |
| 6 gen.       | 1-1          | Inter-Torino           | 0-1           | 7 apr.        |
| 6 gen.       | 1-0          | Juventus-Bologna       | 1-2           | 7 apr.        |
| 6 gen.       | 0-0          | Modena-Venezia         | 3-2           | 7 apr.        |
| 6 gen.       | 1-0          | Vicenza-Brescia        | 1-4           | 7 apr.        |

### Spareggi

#### Spareggi qualificazione
|       | Risultati    |         | Luogo e data            |
| ----- | ------------ | ------- | ----------------------- |
| Milan | 1-1 (d.t.s)  | Brescia | Bologna, 20 aprile 1946 |
| Milan | 2-1 (d.t.s.) | Brescia | Modena, 24 aprile 1946  |
|       |              |         |                         |

### Statistiche

#### Squadre

##### Classifica in divenire
| [ 15 ]          | 1ª | 2ª | 3ª | 4ª | 5ª | 6ª | 7ª | 8ª | 9ª | 10ª | 11ª | 12ª | 13ª | 14ª | 15ª | 16ª | 17ª | 18ª | 19ª | 20ª | 21ª | 22ª | 23ª | 24ª | 25ª | 26ª |
| [ 15 ]          |    |    |    |    |    |    |    |    |    |     |     |     |     |     |     |     |     |     |     |     |     |     |     |     |     |     |
| --------------- | -- | -- | -- | -- | -- | -- | -- | -- | -- | --- | --- | --- | --- | --- | --- | --- | --- | --- | --- | --- | --- | --- | --- | --- | --- | --- |
| Atalanta        | 1  | 1  | 1  | 2  | 3  | 3  | 5  | 5  | 5  | 7   | 7   | 7   | 7   | 8   | 8   | 10  | 10  | 10  | 12  | 14  | 15  | 17  | 18  | 19  | 19  | 21  |
| Bologna         | 1  | 3  | 5  | 5  | 7  | 7  | 7  | 9  | 9  | 9   | 10  | 10  | 12  | 12  | 14  | 15  | 17  | 19  | 20  | 20  | 22  | 24  | 24  | 24  | 26  | 26  |
| Brescia         | 1  | 3  | 4  | 5  | 6  | 8  | 10 | 10 | 12 | 12  | 14  | 14  | 14  | 15  | 15  | 15  | 17  | 17  | 18  | 20  | 20  | 22  | 24  | 26  | 28  | 30  |
| Doria           | 0  | 0  | 0  | 1  | 2  | 4  | 5  | 7  | 9  | 11  | 12  | 13  | 13  | 14  | 14  | 15  | 15  | 15  | 17  | 17  | 17  | 17  | 17  | 19  | 21  | 21  |
| Genova 1893     | 2  | 2  | 3  | 4  | 6  | 6  | 6  | 8  | 8  | 8   | 8   | 8   | 8   | 8   | 8   | 9   | 10  | 11  | 13  | 13  | 14  | 16  | 16  | 16  | 17  | 19  |
| Juventus        | 2  | 3  | 5  | 6  | 7  | 9  | 10 | 11 | 13 | 15  | 16  | 18  | 20  | 20  | 21  | 22  | 24  | 25  | 25  | 27  | 29  | 31  | 31  | 33  | 33  | 35  |
| Inter           | 2  | 4  | 6  | 8  | 9  | 11 | 13 | 15 | 17 | 19  | 20  | 21  | 23  | 24  | 26  | 26  | 28  | 29  | 31  | 33  | 35  | 35  | 37  | 39  | 39  | 39  |
| Milan           | 0  | 1  | 2  | 2  | 3  | 5  | 5  | 5  | 6  | 8   | 9   | 11  | 13  | 15  | 16  | 16  | 16  | 18  | 20  | 20  | 22  | 24  | 26  | 28  | 30  | 30  |
| Modena          | 1  | 1  | 1  | 2  | 3  | 3  | 5  | 6  | 7  | 7   | 8   | 9   | 11  | 13  | 15  | 16  | 17  | 19  | 20  | 20  | 22  | 22  | 24  | 24  | 26  | 26  |
| Sampierdarenese | 1  | 3  | 3  | 3  | 3  | 3  | 3  | 4  | 4  | 4   | 5   | 7   | 7   | 9   | 11  | 11  | 13  | 13  | 13  | 13  | 13  | 13  | 13  | 13  | 14  | 15  |
| Torino          | 0  | 2  | 4  | 6  | 7  | 9  | 11 | 13 | 15 | 17  | 19  | 20  | 22  | 24  | 26  | 28  | 28  | 30  | 31  | 33  | 35  | 35  | 37  | 38  | 40  | 42  |
| Triestina       | 1  | 1  | 2  | 4  | 5  | 5  | 7  | 8  | 10 | 12  | 12  | 13  | 13  | 14  | 16  | 18  | 18  | 18  | 18  | 20  | 20  | 20  | 20  | 21  | 21  | 23  |
| Vicenza         | 1  | 3  | 4  | 6  | 6  | 6  | 6  | 6  | 6  | 6   | 8   | 10  | 10  | 10  | 10  | 12  | 12  | 13  | 13  | 15  | 15  | 17  | 19  | 20  | 20  | 20  |
| Venezia         | 1  | 1  | 2  | 2  | 3  | 5  | 5  | 5  | 5  | 5   | 6   | 7   | 9   | 10  | 10  | 11  | 13  | 13  | 15  | 15  | 15  | 15  | 16  | 16  | 16  | 17  |

### Individuali

#### Classifica marcatori
Nel corso del torneo furono segnati complessivamente 455 gol (di cui 11 su autorete) da 111 diversi giocatori, per una media di 2,50 gol a partita. Di seguito, la classifica dei marcatori.
Da segnalare una cinquina messa a segno da Romano Penzo in Inter-Genoa 9-1 della 10ª giornata e una quaterna messa a segno da Vittorio Sentimenti in Juventus-Venezia 5-0 della 22ª giornata..
| Gol | Rigori |  | Giocatore         | Squadra      |
| --- | ------ |  | ----------------- | ------------ |
| 15  |        |  | Guglielmo Gabetto | Torino       |
| 13  | 1      |  | Giuseppe Baldini  | Andrea Doria |
| 13  | 1      |  | Romano Penzo      | Inter        |
| 11  |        |  | Enrico Candiani   | Inter        |
| 11  |        |  | Aredio Gimona     | Milan        |
| 11  | 2      |  | Ezio Loik         | Torino       |
| 11  |        |  | Valentino Mazzola | Torino       |
| 11  |        |  | Héctor Puricelli  | Milan        |
| 10  |        |  | Camillo Achilli   | Inter        |
| 10  | 3      |  | Silvio Piola      | Juventus     |

## Serie mista A-B Centro-Sud

### Squadre partecipanti
| Club | Stagione | Città   | Stadio                | stagione precedente                                                           |
| --- | -------- | ------- | --------------------- | ----------------------------------------------------------------------------- |
| Anconitana | dettagli | Ancona  | Stadio Dorico         | 10º posto in Serie B                                                          |
| Bari | dettagli | Bari    | Stadio della Vittoria | 15º posto in Serie A, ripescato per cause belliche                            |
| Fiorentina | dettagli | Firenze | Stadio Comunale       | 6º posto in Serie A                                                           |
| Lazio | dettagli | Roma    | Stadio Nazionale      | 9º posto in Serie A                                                           |
| Napoli | dettagli | Napoli  | Stadio del Vomero     | 3º posto in Serie B                                                           |
| Palermo | dettagli | Palermo | Stadio La Favorita    | Impossibilitato a concludere la Serie B per cause belliche e quindi ripescato |
| Pescara | dettagli | Pescara | Stadio Rampigna       | 8º posto in Serie B                                                           |
| Pro Livorno | dettagli | Livorno | Stadio Comunale       | 2º posto in Serie A                                                           |
| Roma | dettagli | Roma    | Stadio Nazionale      | 9º posto in Serie A                                                           |
| Salernitana | dettagli | Salerno | Stadio Comunale       | 2ª nel girone finale A di Serie C, promossa                                   |
| Siena | dettagli | Siena   | Stadio del Rastrello  | 14º posto in Serie B                                                          |
| Il Pisa ottiene un anno sabbatico in C per mancanza di fondi ed indisponibilità dello stadio bombardato. La MATER cessa l'attività sportiva. |          |         |                       |                                                                               |

### Allenatori
| Squadra    | Allenatore                                                                 |             | Squadra                                           | Allenatore      |
| ---------- | -------------------------------------------------------------------------- | ----------- | ------------------------------------------------- | --------------- |
| Anconitana | Achille Piccini                                                            |             | Pescara                                           | Giuseppe Marchi |
| Bari       | Raffaele Costantino                                                        | Pro Livorno | Enrico Carpitelli (1ª-6ª) Ivo Fiorentini (7ª-20ª) |                 |
| Fiorentina | Giuseppe Bigogno (1ª-?ª) Guido Ara (?ª-20ª)                                | Roma        | Giovanni Degni                                    |                 |
| Lazio      | Dino Canestri (1ª-8ª) Salvador Gualtieri (9ª-12ª) Tony Cargnelli (13ª-20ª) | Salernitana | Vittorio Mosele                                   |                 |
| Napoli     | Raffaele Sansone                                                           | Siena       | Cesare Pellegatta                                 |                 |
| Palermo    | Maximiliano Faotto                                                         |             |                                                   |                 |

### Classifica finale
|  | Pos. | Squadra     | Pt | G  | V  | N | P  | GF | GS |
|  | ---- | ----------- | -- | -- | -- | - | -- | -- | -- |
|  | 1.   | Napoli      | 28 | 20 | 11 | 6 | 3  | 28 | 10 |
|  | 1.   | Bari        | 28 | 20 | 13 | 2 | 5  | 31 | 21 |
|  | 3.   | Roma        | 27 | 20 | 10 | 7 | 3  | 28 | 17 |
|  | 4.   | Pro Livorno | 26 | 20 | 10 | 6 | 4  | 30 | 15 |
|  | 5.   | Fiorentina  | 23 | 20 | 10 | 3 | 7  | 32 | 16 |
|  | 6.   | Pescara     | 18 | 20 | 6  | 6 | 8  | 27 | 26 |
|  | 7.   | Lazio       | 17 | 20 | 6  | 5 | 9  | 19 | 19 |
|  | 7.   | Palermo     | 17 | 20 | 6  | 5 | 9  | 16 | 23 |
|  | 9.   | Salernitana | 14 | 20 | 5  | 4 | 11 | 20 | 32 |
|  | 10.  | Siena       | 13 | 20 | 2  | 9 | 9  | 13 | 36 |
|  | 11.  | Anconitana  | 9  | 20 | 3  | 3 | 14 | 12 | 41 |

Legenda:
      Promosso in Serie A e qualificato al girone finale.
      Qualificate al girone finale.
Regolamento:
Due punti a vittoria, uno a pareggio, zero a sconfitta.
Era in vigore il pari merito, con eventuali spareggi per determinare qualificazioni.
Note:
Anconitana riammessa in Serie B dalla Lega Centro-Sud.

### Risultati

#### Tabellone
|             | Anc  | Bar  | Fio  | Laz  | Nap  | Pal  | Pes  | PLi  | Rom  | Sal  | Sie  |
| ----------- | ---- | ---- | ---- | ---- | ---- | ---- | ---- | ---- | ---- | ---- | ---- |
| Anconitana  | –––– | 1-2  | 0-1  | 1-0  | 0-3  | 1-2  | 1-1  | 1-1  | 0-1  | 2-1  | 1-1  |
| Bari        | 4-2  | –––– | 1-0  | 1-0  | 2-1  | 3-1  | 1-0  | 1-0  | 1-0  | 1-0  | 4-0  |
| Fiorentina  | 5-0  | 2-0  | –––– | 4-3  | 0-1  | 2-0  | 3-1  | 2-1  | 2-0  | 4-0  | 5-0  |
| Lazio       | 1-2  | 1-0  | 1-0  | –––– | 0-0  | 0-1  | 6-0  | 0-2  | 1-2  | 2-1  | 0-0  |
| Napoli      | 2-0  | 2-1  | 1-0  | 0-0  | –––– | 2-0  | 1-0  | 1-0  | 1-1  | 1-0  | 6-1  |
| Palermo     | 3-0  | 0-2  | 0-0  | 0-1  | 0-0  | –––– | 1-0  | 1-0  | 1-3  | 1-0  | 2-2  |
| Pescara     | 4-0  | 3-1  | 3-0  | 2-2  | 2-1  | 0-0  | –––– | 1-2  | 2-2  | 5-1  | 2-0  |
| Pro Livorno | 4-0  | 4-1  | 1-1  | 1-0  | 1-0  | 4-2  | 1-0  | –––– | 1-1  | 3-0  | 0-0  |
| Roma        | 3-0  | 1-1  | 1-0  | 0-1  | 0-0  | 2-1  | 0-0  | 2-2  | –––– | 4-2  | 1-0  |
| Salernitana | 1-0  | 2-3  | 1-0  | 2-0  | 1-1  | 0-0  | 2-0  | 0-0  | 1-3  | –––– | 3-0  |
| Siena       | 1-0  | 1-1  | 1-1  | 0-0  | 1-4  | 1-0  | 1-1  | 1-2  | 0-1  | 2-2  | –––– |

#### Calendario
| andata (1ª) | andata (1ª)    | Prima giornata     | ritorno (13ª) | ritorno (13ª) |
|             |                |                    |               |               |
| 21 ott.     | 0-1            | Anconitana-Roma    | 0-3           | 20 gen.       |
| 21 ott.     | 0-2            | Lazio-Pro Livorno  | 0-1           | 20 gen.       |
| 21 ott.     | 0-2            | Palermo-Bari       | 1-3           | 20 gen.       |
| 21 ott.     | 3-0            | Pescara-Fiorentina | 1-3           | 20 gen.       |
| 21 ott.     | 2-2            | Siena-Salernitana  | 0-3           | 20 gen.       |
| 21 ott.     | Riposa: Napoli |                    |               | 20 gen.       |

| andata (3ª) | andata (3ª)         | Terza giornata      | ritorno (15ª) | ritorno (15ª) |
|             |                     |                     |               |               |
| 13 gen.     | 1-2                 | Anconitana-Palermo  | 0-3           | 3 feb.        |
| 4 nov.      | 1-0                 | Bari-Fiorentina     | 0-2           | 3 feb.        |
| 4 nov.      | 0-0                 | Napoli-Lazio        | 0-0           | 3 feb.        |
| 4 nov.      | 5-1                 | Pescara-Salernitana | 0-2           | 3 feb.        |
| 4 nov.      | 1-0                 | Roma-Siena          | 1-0           | 3 feb.        |
| 4 nov.      | Riposa: Pro Livorno |                     |               | 3 feb.        |

| andata (5ª) | andata (5ª)        | Quinta giornata     | ritorno (17ª) | ritorno (17ª) |
|             |                    |                     |               |               |
| 18 nov.     | 4-3                | Fiorentina-Lazio    | 0-1           | 17 feb.       |
| 18 nov.     | 1-0                | Napoli-Pescara      | 1-2           | 17 feb.       |
| 18 nov.     | 1-0                | Palermo-Pro Livorno | 2-4           | 17 feb.       |
| 18 nov.     | 1-0                | Siena-Anconitana    | 1-1           | 17 feb.       |
| 18 nov.     | Riposano: Bari,    |                     |               | 17 feb.       |
| 18 nov.     | Roma e Salernitana |                     |               | 17 feb.       |

| andata (7ª) | andata (7ª)    | Settima giornata        | ritorno (19ª) | ritorno (19ª) |
|             |                |                         |               |               |
| 2 dic.      | 1-1            | Anconitana-Pescara      | 0-4           | 3 mar.        |
| 2 dic.      | 1-0            | Bari-Roma               | 1-1           | 3 mar.        |
| 2 dic.      | 2-0            | Fiorentina-Palermo      | 0-0           | 3 mar.        |
| 2 dic.      | 0-0            | Lazio-Siena             | 0-0           | 3 mar.        |
| 2 dic.      | 3-0            | Pro Livorno-Salernitana | 0-0           | 3 mar.        |
| 2 dic.      | Riposa: Napoli |                         |               | 3 mar.        |

| andata (9ª) | andata (9ª)        | Nona giornata          | ritorno (21ª) | ritorno (21ª) |
|             |                    |                        |               |               |
| 16 dic.     | 1-1                | Anconitana-Pro Livorno | 0-4           | 17 mar.       |
| 16 dic.     | 1-0                | Palermo-Salernitana    | 0-0           | 17 mar.       |
| 6 gen.      | 2-2                | Pescara-Lazio          | 0-6           | 17 mar.       |
| 16 dic.     | 0-0                | Roma-Napoli            | 1-1           | 17 mar.       |
| 16 dic.     | 1-1                | Siena-Bari             | 0-4           | 17 mar.       |
| 16 dic.     | Riposa: Fiorentina |                        |               | 17 mar.       |

| andata (11ª) | andata (11ª)       | Undicesima giornata | ritorno (23ª) | ritorno (23ª) |
|              |                    |                     |               |               |
| 30 dic.      | 4-2                | Bari-Anconitana     | 2-1           | 31 mar.       |
| 30 dic.      | 0-0                | Palermo-Napoli      | 0-2           | 31 mar.       |
| 30 dic.      | 1-0                | Pro Livorno-Pescara | 2-1           | 31 mar.       |
| 30 dic.      | 1-1                | Siena-Fiorentina    | 0-5           | 31 mar.       |
| 30 dic.      | Riposano: Lazio,   |                     |               | 31 mar.       |
| 30 dic.      | Roma e Salernitana |                     |               | 31 mar.       |

| andata (2ª) | andata (2ª)     | Seconda giornata      | ritorno (14ª) | ritorno (14ª) |
|             |                 |                       |               |               |
| 28 ott.     | 2-1             | Bari-Napoli           | 1-2           | 27 gen.       |
| 28 ott.     | 5-0             | Fiorentina-Anconitana | 1-0           | 27 gen.       |
| 28 ott.     | 0-0             | Pro Livorno-Siena     | 2-1           | 27 gen.       |
| 28 ott.     | 0-0             | Roma-Pescara          | 2-2           | 27 gen.       |
| 28 ott.     | 2-0             | Salernitana-Lazio     | 1-2           | 27 gen.       |
| 28 ott.     | Riposa: Palermo |                       |               | 27 gen.       |

| andata (4ª) | andata (4ª)   | Quarta giornata        | ritorno (16ª) | ritorno (16ª) |
|             |               |                        |               |               |
| 11 nov.     | 0-3           | Anconitana-Napoli      | 0-2           | 10 feb.       |
| 13 gen.     | 1-0           | Lazio-Bari             | 0-1           | 10 feb.       |
| 11 nov.     | 0-0           | Pescara-Palermo        | 0-1           | 10 feb.       |
| 11 nov.     | 1-1           | Pro Livorno-Roma       | 2-2           | 10 feb.       |
| 11 nov.     | 1-0           | Salernitana-Fiorentina | 0-4           | 10 feb.       |
| 11 nov.     | Riposa: Siena |                        |               | 10 feb.       |

| andata (6ª) | andata (6ª)  | Sesta giornata         | ritorno (18ª) | ritorno (18ª) |
|             |              |                        |               |               |
| 25 nov.     | 1-0          | Napoli-Pro Livorno     | 0-1           | 24 feb.       |
| 25 nov.     | 0-1          | Palermo-Lazio          | 1-0           | 24 feb.       |
| 25 nov.     | 2-0          | Pescara-Siena          | 1-1           | 24 feb.       |
| 25 nov.     | 1-0          | Roma-Fiorentina        | 0-2           | 24 feb.       |
| 25 nov.     | 1-0          | Salernitana-Anconitana | 1-2           | 24 feb.       |
| 25 nov.     | Riposa: Bari |                        |               | 24 feb.       |

| andata (8ª) | andata (8ª)     | Ottava giornata   | ritorno (20ª) | ritorno (20ª) |
|             |                 |                   |               |               |
| 9 dic.      | 0-1             | Fiorentina-Napoli | 0-1           | 10 mar.       |
| 9 dic.      | 1-2             | Lazio-Anconitana  | 0-1           | 10 mar.       |
| 9 dic.      | 4-1             | Pro Livorno-Bari  | 0-1           | 10 mar.       |
| 9 dic.      | 1-3             | Salernitana-Roma  | 2-4           | 10 mar.       |
| 9 dic.      | 1-0             | Siena-Palermo     | 2-2           | 10 mar.       |
| 9 dic.      | Riposa: Pescara |                   |               | 10 mar.       |

| andata (10ª) | andata (10ª)          | Decima giornata        | ritorno (22ª) | ritorno (22ª) |
|              |                       |                        |               |               |
| 23 dic.      | 1-0                   | Bari-Pescara           | 1-3           | 24 mar.       |
| 23 dic.      | 2-1                   | Fiorentina-Pro Livorno | 1-1           | 24 mar.       |
| 23 dic.      | 1-2                   | Lazio-Roma             | 1-0           | 24 mar.       |
| 23 dic.      | 1-0                   | Napoli-Salernitana     | 1-1           | 24 mar.       |
| 23 dic.      | Riposano: Anconitana, |                        |               | 24 mar.       |
| 23 dic.      | Palermo e Siena       |                        |               | 24 mar.       |

| andata (12ª) | andata (12ª)          | Dodicesima giornata | ritorno (24ª) | ritorno (24ª) |
|              |                       |                     |               |               |
| 13 gen.      | 6-1                   | Napoli-Siena        | 4-1           | 7 apr.        |
| 6 gen.       | 2-1                   | Roma-Palermo        | 3-1           | 7 apr.        |
| 6 gen.       | 2-3                   | Salernitana-Bari    | 0-1           | 7 apr.        |
| 6 gen.       | Riposano: Anconitana, |                     |               | 7 apr.        |
| 6 gen.       | Fiorentina, Lazio,    |                     |               | 7 apr.        |
| 6 gen.       | Pescara e Pro Livorno |                     |               | 7 apr.        |

| andata (1ª) | andata (1ª)    | Prima giornata     | ritorno (13ª) | ritorno (13ª) |
|             |                |                    |               |               |
| 21 ott.     | 0-1            | Anconitana-Roma    | 0-3           | 20 gen.       |
| 21 ott.     | 0-2            | Lazio-Pro Livorno  | 0-1           | 20 gen.       |
| 21 ott.     | 0-2            | Palermo-Bari       | 1-3           | 20 gen.       |
| 21 ott.     | 3-0            | Pescara-Fiorentina | 1-3           | 20 gen.       |
| 21 ott.     | 2-2            | Siena-Salernitana  | 0-3           | 20 gen.       |
| 21 ott.     | Riposa: Napoli |                    |               | 20 gen.       |

| andata (3ª) | andata (3ª)         | Terza giornata      | ritorno (15ª) | ritorno (15ª) |
|             |                     |                     |               |               |
| 13 gen.     | 1-2                 | Anconitana-Palermo  | 0-3           | 3 feb.        |
| 4 nov.      | 1-0                 | Bari-Fiorentina     | 0-2           | 3 feb.        |
| 4 nov.      | 0-0                 | Napoli-Lazio        | 0-0           | 3 feb.        |
| 4 nov.      | 5-1                 | Pescara-Salernitana | 0-2           | 3 feb.        |
| 4 nov.      | 1-0                 | Roma-Siena          | 1-0           | 3 feb.        |
| 4 nov.      | Riposa: Pro Livorno |                     |               | 3 feb.        |

| andata (5ª) | andata (5ª)        | Quinta giornata     | ritorno (17ª) | ritorno (17ª) |
|             |                    |                     |               |               |
| 18 nov.     | 4-3                | Fiorentina-Lazio    | 0-1           | 17 feb.       |
| 18 nov.     | 1-0                | Napoli-Pescara      | 1-2           | 17 feb.       |
| 18 nov.     | 1-0                | Palermo-Pro Livorno | 2-4           | 17 feb.       |
| 18 nov.     | 1-0                | Siena-Anconitana    | 1-1           | 17 feb.       |
| 18 nov.     | Riposano: Bari,    |                     |               | 17 feb.       |
| 18 nov.     | Roma e Salernitana |                     |               | 17 feb.       |

| andata (7ª) | andata (7ª)    | Settima giornata        | ritorno (19ª) | ritorno (19ª) |
|             |                |                         |               |               |
| 2 dic.      | 1-1            | Anconitana-Pescara      | 0-4           | 3 mar.        |
| 2 dic.      | 1-0            | Bari-Roma               | 1-1           | 3 mar.        |
| 2 dic.      | 2-0            | Fiorentina-Palermo      | 0-0           | 3 mar.        |
| 2 dic.      | 0-0            | Lazio-Siena             | 0-0           | 3 mar.        |
| 2 dic.      | 3-0            | Pro Livorno-Salernitana | 0-0           | 3 mar.        |
| 2 dic.      | Riposa: Napoli |                         |               | 3 mar.        |

| andata (9ª) | andata (9ª)        | Nona giornata          | ritorno (21ª) | ritorno (21ª) |
|             |                    |                        |               |               |
| 16 dic.     | 1-1                | Anconitana-Pro Livorno | 0-4           | 17 mar.       |
| 16 dic.     | 1-0                | Palermo-Salernitana    | 0-0           | 17 mar.       |
| 6 gen.      | 2-2                | Pescara-Lazio          | 0-6           | 17 mar.       |
| 16 dic.     | 0-0                | Roma-Napoli            | 1-1           | 17 mar.       |
| 16 dic.     | 1-1                | Siena-Bari             | 0-4           | 17 mar.       |
| 16 dic.     | Riposa: Fiorentina |                        |               | 17 mar.       |

| andata (11ª) | andata (11ª)       | Undicesima giornata | ritorno (23ª) | ritorno (23ª) |
|              |                    |                     |               |               |
| 30 dic.      | 4-2                | Bari-Anconitana     | 2-1           | 31 mar.       |
| 30 dic.      | 0-0                | Palermo-Napoli      | 0-2           | 31 mar.       |
| 30 dic.      | 1-0                | Pro Livorno-Pescara | 2-1           | 31 mar.       |
| 30 dic.      | 1-1                | Siena-Fiorentina    | 0-5           | 31 mar.       |
| 30 dic.      | Riposano: Lazio,   |                     |               | 31 mar.       |
| 30 dic.      | Roma e Salernitana |                     |               | 31 mar.       |

| andata (2ª) | andata (2ª)     | Seconda giornata      | ritorno (14ª) | ritorno (14ª) |
|             |                 |                       |               |               |
| 28 ott.     | 2-1             | Bari-Napoli           | 1-2           | 27 gen.       |
| 28 ott.     | 5-0             | Fiorentina-Anconitana | 1-0           | 27 gen.       |
| 28 ott.     | 0-0             | Pro Livorno-Siena     | 2-1           | 27 gen.       |
| 28 ott.     | 0-0             | Roma-Pescara          | 2-2           | 27 gen.       |
| 28 ott.     | 2-0             | Salernitana-Lazio     | 1-2           | 27 gen.       |
| 28 ott.     | Riposa: Palermo |                       |               | 27 gen.       |

| andata (4ª) | andata (4ª)   | Quarta giornata        | ritorno (16ª) | ritorno (16ª) |
|             |               |                        |               |               |
| 11 nov.     | 0-3           | Anconitana-Napoli      | 0-2           | 10 feb.       |
| 13 gen.     | 1-0           | Lazio-Bari             | 0-1           | 10 feb.       |
| 11 nov.     | 0-0           | Pescara-Palermo        | 0-1           | 10 feb.       |
| 11 nov.     | 1-1           | Pro Livorno-Roma       | 2-2           | 10 feb.       |
| 11 nov.     | 1-0           | Salernitana-Fiorentina | 0-4           | 10 feb.       |
| 11 nov.     | Riposa: Siena |                        |               | 10 feb.       |

| andata (6ª) | andata (6ª)  | Sesta giornata         | ritorno (18ª) | ritorno (18ª) |
|             |              |                        |               |               |
| 25 nov.     | 1-0          | Napoli-Pro Livorno     | 0-1           | 24 feb.       |
| 25 nov.     | 0-1          | Palermo-Lazio          | 1-0           | 24 feb.       |
| 25 nov.     | 2-0          | Pescara-Siena          | 1-1           | 24 feb.       |
| 25 nov.     | 1-0          | Roma-Fiorentina        | 0-2           | 24 feb.       |
| 25 nov.     | 1-0          | Salernitana-Anconitana | 1-2           | 24 feb.       |
| 25 nov.     | Riposa: Bari |                        |               | 24 feb.       |

| andata (8ª) | andata (8ª)     | Ottava giornata   | ritorno (20ª) | ritorno (20ª) |
|             |                 |                   |               |               |
| 9 dic.      | 0-1             | Fiorentina-Napoli | 0-1           | 10 mar.       |
| 9 dic.      | 1-2             | Lazio-Anconitana  | 0-1           | 10 mar.       |
| 9 dic.      | 4-1             | Pro Livorno-Bari  | 0-1           | 10 mar.       |
| 9 dic.      | 1-3             | Salernitana-Roma  | 2-4           | 10 mar.       |
| 9 dic.      | 1-0             | Siena-Palermo     | 2-2           | 10 mar.       |
| 9 dic.      | Riposa: Pescara |                   |               | 10 mar.       |

| andata (10ª) | andata (10ª)          | Decima giornata        | ritorno (22ª) | ritorno (22ª) |
|              |                       |                        |               |               |
| 23 dic.      | 1-0                   | Bari-Pescara           | 1-3           | 24 mar.       |
| 23 dic.      | 2-1                   | Fiorentina-Pro Livorno | 1-1           | 24 mar.       |
| 23 dic.      | 1-2                   | Lazio-Roma             | 1-0           | 24 mar.       |
| 23 dic.      | 1-0                   | Napoli-Salernitana     | 1-1           | 24 mar.       |
| 23 dic.      | Riposano: Anconitana, |                        |               | 24 mar.       |
| 23 dic.      | Palermo e Siena       |                        |               | 24 mar.       |

| andata (12ª) | andata (12ª)          | Dodicesima giornata | ritorno (24ª) | ritorno (24ª) |
|              |                       |                     |               |               |
| 13 gen.      | 6-1                   | Napoli-Siena        | 4-1           | 7 apr.        |
| 6 gen.       | 2-1                   | Roma-Palermo        | 3-1           | 7 apr.        |
| 6 gen.       | 2-3                   | Salernitana-Bari    | 0-1           | 7 apr.        |
| 6 gen.       | Riposano: Anconitana, |                     |               | 7 apr.        |
| 6 gen.       | Fiorentina, Lazio,    |                     |               | 7 apr.        |
| 6 gen.       | Pescara e Pro Livorno |                     |               | 7 apr.        |

### Statistiche

#### Squadre

##### Classifica in divenire
| [ 15 ]      | 1ª | 2ª | 3ª | 4ª | 5ª | 6ª | 7ª | 8ª | 9ª | 10ª | 11ª | 12ª | 13ª | 14ª | 15ª | 16ª | 17ª | 18ª | 19ª | 20ª | 21ª | 22ª | 23ª | 24ª |
| [ 15 ]      |    |    |    |    |    |    |    |    |    |     |     |     |     |     |     |     |     |     |     |     |     |     |     |     |
| ----------- | -- | -- | -- | -- | -- | -- | -- | -- | -- | --- | --- | --- | --- | --- | --- | --- | --- | --- | --- | --- | --- | --- | --- | --- |
| Anconitana  | 0  | 0  | 0  | 0  | 0  | 0  | 1  | 3  | 4  | 4   | 4   | 4   | 4   | 4   | 4   | 4   | 5   | 7   | 7   | 9   | 9   | 9   | 9   | 9   |
| Bari        | 2  | 4  | 6  | 6  | 6  | 6  | 8  | 8  | 9  | 11  | 13  | 15  | 17  | 17  | 17  | 19  | 19  | 19  | 20  | 22  | 24  | 24  | 26  | 28  |
| Fiorentina  | 0  | 2  | 2  | 2  | 4  | 4  | 6  | 6  | 6  | 8   | 9   | 9   | 11  | 13  | 15  | 17  | 17  | 19  | 20  | 20  | 20  | 21  | 23  | 23  |
| Lazio       | 0  | 0  | 1  | 3  | 3  | 5  | 5  | 6  | 7  | 7   | 7   | 7   | 7   | 9   | 10  | 10  | 12  | 12  | 13  | 13  | 15  | 17  | 17  | 17  |
| Pro Livorno | 2  | 3  | 3  | 4  | 4  | 4  | 6  | 8  | 9  | 9   | 11  | 11  | 13  | 15  | 15  | 16  | 18  | 20  | 21  | 21  | 23  | 24  | 26  | 26  |
| Napoli      | 0  | 0  | 1  | 3  | 5  | 7  | 7  | 9  | 10 | 12  | 13  | 15  | 15  | 17  | 18  | 20  | 20  | 20  | 20  | 22  | 23  | 24  | 26  | 28  |
| Palermo     | 0  | 0  | 2  | 3  | 5  | 5  | 5  | 5  | 7  | 7   | 8   | 8   | 8   | 8   | 10  | 12  | 12  | 14  | 15  | 16  | 17  | 17  | 17  | 17  |
| Pescara     | 2  | 3  | 5  | 6  | 6  | 8  | 9  | 9  | 10 | 10  | 10  | 10  | 10  | 11  | 11  | 11  | 13  | 14  | 16  | 16  | 16  | 18  | 18  | 18  |
| Roma        | 2  | 3  | 5  | 6  | 6  | 8  | 8  | 10 | 11 | 13  | 13  | 15  | 17  | 18  | 20  | 21  | 21  | 21  | 22  | 24  | 25  | 25  | 25  | 27  |
| Salernitana | 1  | 3  | 3  | 5  | 5  | 7  | 7  | 7  | 7  | 7   | 7   | 7   | 9   | 9   | 11  | 11  | 11  | 11  | 12  | 12  | 13  | 14  | 14  | 14  |
| Siena       | 1  | 2  | 2  | 2  | 4  | 4  | 5  | 7  | 8  | 8   | 9   | 9   | 9   | 9   | 9   | 9   | 10  | 11  | 12  | 13  | 13  | 13  | 13  | 13  |

#### Individuali

##### Classifica marcatori
Nel corso del torneo furono segnati complessivamente 256 gol (di cui 4 su autorete) da 91 diversi giocatori, per una media di 2,33 gol a partita. Di seguito, la classifica dei marcatori.
| Gol | Rigori |  | Giocatore          | Squadra     |
| --- | ------ |  | ------------------ | ----------- |
| 13  |        |  | Dante Di Benedetti | Bari        |
| 12  |        |  | Mario Gritti       | Fiorentina  |
| 11  | 1      |  | Engelbert Koenig   | Lazio       |
| 10  | 1      |  | Mario Tontodonati  | Pescara     |
| 8   |        |  | Amedeo Amadei      | Roma        |
| 8   |        |  | Teresio Piana      | Pro Livorno |
| 8   |        |  | Renato Raccis      | Pro Livorno |
| 7   |        |  | Carlo Barbieri     | Napoli      |
| 7   | 3      |  | Vincenzo Margiotta | Salernitana |
| 7   |        |  | Omero Urilli       | Roma        |

## Finali nazionali di Serie A

### Squadre partecipanti
| Club        | Stagione | Città   | Stadio                | Torneo di qualificazione         |
| ----------- | -------- | ------- | --------------------- | -------------------------------- |
| Bari        | dettagli | Bari    | Stadio della Vittoria | 2º posto in Serie A-B Centro-Sud |
| Inter       | dettagli | Milano  | Arena Civica          | 2ª nel Campionato Alta Italia    |
| Juventus    | dettagli | Torino  | Stadio Comunale       | 3ª nel Campionato Alta Italia    |
| Milan       | dettagli | Milano  | Arena Civica          | 4º nel Campionato Alta Italia    |
| Napoli      | dettagli | Napoli  | Stadio del Vomero     | 1º posto in Serie A-B Centro-Sud |
| Pro Livorno | dettagli | Livorno | Stadio Comunale       | 4º posto in Serie A-B Centro-Sud |
| Roma        | dettagli | Roma    | Stadio Nazionale      | 3º posto in Serie A-B Centro-Sud |
| Torino      | dettagli | Torino  | Stadio Filadelfia     | 1º nel Campionato Alta Italia    |

#### Allenatori
| Squadra  | Allenatore                                          |             | Squadra        | Allenatore       |
| -------- | --------------------------------------------------- | ----------- | -------------- | ---------------- |
| Bari     | Raffaele Costantino (1ª-6ª) János Nehadoma (7ª-14ª) |             | Napoli         | Raffaele Sansone |
| Inter    | Carlo Carcano                                       | Pro Livorno | Ivo Fiorentini |                  |
| Juventus | Felice Borel                                        | Roma        | Giovanni Degni |                  |
| Milan    | Adolfo Baloncieri                                   | Torino      | Luigi Ferrero  |                  |

### Classifica finale
|  | Pos. | Squadra     | Pt | G  | V  | N | P  | GF | GS |
|  | ---- | ----------- | -- | -- | -- | - | -- | -- | -- |
|  | 1.   | Torino      | 22 | 14 | 11 | 0 | 3  | 43 | 14 |
|  | 2.   | Juventus    | 21 | 14 | 9  | 3 | 2  | 31 | 8  |
|  | 3.   | Milan       | 16 | 14 | 7  | 2 | 5  | 25 | 16 |
|  | 4.   | Inter       | 14 | 14 | 6  | 2 | 6  | 20 | 16 |
|  | 5.   | Napoli      | 13 | 14 | 5  | 3 | 6  | 19 | 27 |
|  | 6.   | Roma        | 11 | 14 | 4  | 3 | 7  | 16 | 22 |
|  | 7.   | Pro Livorno | 10 | 14 | 4  | 2 | 8  | 13 | 35 |
|  | 8.   | Bari        | 5  | 14 | 1  | 3 | 10 | 6  | 35 |

Legenda:
      Campione d'Italia.
Regolamento:
Due punti a vittoria, uno a pareggio, zero a sconfitta.
Era in vigore il pari merito, con eventuale spareggio per determinare il titolo.

#### Squadra campione
- Valerio Bacigalupo
- Aldo Ballarin
- Virgilio Maroso
- Giuseppe Grezar
- Mario Rigamonti
- Eusebio Castigliano
- Franco Ossola
- Ezio Loik
- Guglielmo Gabetto
- Valentino Mazzola
- Pietro Ferraris
- Allenatore: Luigi Ferrero

### Risultati

#### Tabellone
|             | Bar  | Int  | Juv  | Mil  | Nap  | PLi  | Rom  | Tor  |
| ----------- | ---- | ---- | ---- | ---- | ---- | ---- | ---- | ---- |
| Bari        | –––– | 1-2  | 0-2  | 0-2  | 2-2  | 0-0  | 1-0  | 1-2  |
| Inter       | 0-0  | –––– | 1-0  | 0-1  | 2-1  | 6-2  | 1-0  | 6-2  |
| Juventus    | 6-1  | 1-0  | –––– | 3-1  | 6-0  | 5-1  | 2-1  | 1-0  |
| Milan       | 8-0  | 3-2  | 1-1  | –––– | 2-3  | 1-0  | 2-0  | 2-0  |
| Napoli      | 4-0  | 0-0  | 1-1  | 1-0  | –––– | 3-0  | 2-1  | 0-2  |
| Pro Livorno | 3-0  | 1-0  | 0-3  | 1-0  | 2-1  | –––– | 1-1  | 0-3  |
| Roma        | 1-0  | 3-0  | 0-0  | 2-2  | 2-0  | 3-1  | –––– | 0-7  |
| Torino      | 3-0  | 1-0  | 1-0  | 3-0  | 7-1  | 9-1  | 3-2  | –––– |

#### Calendario
| andata (1ª) | andata (1ª) | Prima giornata    | ritorno (8ª) | ritorno (8ª) |
|             |             |                   |              |              |
| 28 apr.     | 6-2         | Inter-Pro Livorno | 0-1          | 16 giu.      |
| 28 apr.     | 6-1         | Juventus-Bari     | 2-0          | 16 giu.      |
| 28 apr.     | 1-0         | Napoli-Milan      | 3-2          | 16 giu.      |
| 28 apr.     | 0-7         | Roma-Torino       | 2-3          | 16 giu.      |

| andata (3ª) | andata (3ª) | Terza giornata       | ritorno (10ª) | ritorno (10ª) |
|             |             |                      |               |               |
| 12 mag.     | 1-2         | Bari-Inter           | 0-0           | 30 giu.       |
| 12 mag.     | 5-1         | Juventus-Pro Livorno | 3-0           | 30 giu.       |
| 12 mag.     | 2-0         | Milan-Roma           | 2-2           | 30 giu.       |
| 12 mag.     | 0-2         | Napoli-Torino        | 1-7           | 30 giu.       |

| andata (5ª) | andata (5ª) | Quinta giornata  | ritorno (12ª) | ritorno (12ª) |
|             |             |                  |               |               |
| 26 mag.     | 0-0         | Bari-Pro Livorno | 0-3           | 14 lug.       |
| 26 mag.     | 1-1         | Milan-Juventus   | 1-3           | 14 lug.       |
| 26 mag.     | 2-1         | Napoli-Roma      | 0-2           | 14 lug.       |
| 26 mag.     | 1-0         | Torino-Inter     | 2-6           | 14 lug.       |

| andata (7ª) | andata (7ª) | Settima giornata   | ritorno (14ª) | ritorno (14ª) |
|             |             |                    |               |               |
| 9 giu.      | 0-2         | Bari-Milan         | 0-8           | 28 lug.       |
| 9 giu.      | 1-0         | Inter-Roma         | 0-3           | 28 lug.       |
| 9 giu.      | 6-0         | Juventus-Napoli    | 1-1           | 28 lug.       |
| 9 giu.      | 0-3         | Pro Livorno-Torino | 1-9           | 28 lug.       |

| andata (2ª) | andata (2ª) | Seconda giornata | ritorno (9ª) | ritorno (9ª) |
|             |             |                  |              |              |
| 5 mag.      | 2-2         | Bari-Napoli      | 0-4          | 20 giu.      |
| 5 mag.      | 1-0         | Inter-Juventus   | 0-1          | 23 giu.      |
| 5 mag.      | 1-1         | Pro Livorno-Roma | 1-3          | 23 giu.      |
| 5 mag.      | 3-0         | Torino-Milan     | 0-2          | 23 giu.      |

| andata (4ª) | andata (4ª) | Quarta giornata   | ritorno (11ª) | ritorno (11ª) |
|             |             |                   |               |               |
| 19 mag.     | 2-1         | Inter-Napoli      | 0-0           | 7 lug.        |
| 19 mag.     | 1-0         | Pro Livorno-Milan | 0-1           | 7 lug.        |
| 19 mag.     | 0-0         | Roma-Juventus     | 1-2           | 7 lug.        |
| 19 mag.     | 3-0         | Torino-Bari       | 2-1           | 7 lug.        |

| andata (6ª) | andata (6ª) | Sesta giornata     | ritorno (13ª) | ritorno (13ª) |
|             |             |                    |               |               |
| 30 mag.     | 1-0         | Juventus-Torino    | 0-1           | 21 lug.       |
| 30 mag.     | 3-2         | Milan-Inter        | 1-0           | 21 lug.       |
| 30 mag.     | 3-0         | Napoli-Pro Livorno | 1-2           | 21 lug.       |
| 30 mag.     | 1-0         | Roma-Bari          | 0-1           | 21 lug.       |

| andata (1ª) | andata (1ª) | Prima giornata    | ritorno (8ª) | ritorno (8ª) |
|             |             |                   |              |              |
| 28 apr.     | 6-2         | Inter-Pro Livorno | 0-1          | 16 giu.      |
| 28 apr.     | 6-1         | Juventus-Bari     | 2-0          | 16 giu.      |
| 28 apr.     | 1-0         | Napoli-Milan      | 3-2          | 16 giu.      |
| 28 apr.     | 0-7         | Roma-Torino       | 2-3          | 16 giu.      |

| andata (3ª) | andata (3ª) | Terza giornata       | ritorno (10ª) | ritorno (10ª) |
|             |             |                      |               |               |
| 12 mag.     | 1-2         | Bari-Inter           | 0-0           | 30 giu.       |
| 12 mag.     | 5-1         | Juventus-Pro Livorno | 3-0           | 30 giu.       |
| 12 mag.     | 2-0         | Milan-Roma           | 2-2           | 30 giu.       |
| 12 mag.     | 0-2         | Napoli-Torino        | 1-7           | 30 giu.       |

| andata (5ª) | andata (5ª) | Quinta giornata  | ritorno (12ª) | ritorno (12ª) |
|             |             |                  |               |               |
| 26 mag.     | 0-0         | Bari-Pro Livorno | 0-3           | 14 lug.       |
| 26 mag.     | 1-1         | Milan-Juventus   | 1-3           | 14 lug.       |
| 26 mag.     | 2-1         | Napoli-Roma      | 0-2           | 14 lug.       |
| 26 mag.     | 1-0         | Torino-Inter     | 2-6           | 14 lug.       |

| andata (7ª) | andata (7ª) | Settima giornata   | ritorno (14ª) | ritorno (14ª) |
|             |             |                    |               |               |
| 9 giu.      | 0-2         | Bari-Milan         | 0-8           | 28 lug.       |
| 9 giu.      | 1-0         | Inter-Roma         | 0-3           | 28 lug.       |
| 9 giu.      | 6-0         | Juventus-Napoli    | 1-1           | 28 lug.       |
| 9 giu.      | 0-3         | Pro Livorno-Torino | 1-9           | 28 lug.       |

| andata (2ª) | andata (2ª) | Seconda giornata | ritorno (9ª) | ritorno (9ª) |
|             |             |                  |              |              |
| 5 mag.      | 2-2         | Bari-Napoli      | 0-4          | 20 giu.      |
| 5 mag.      | 1-0         | Inter-Juventus   | 0-1          | 23 giu.      |
| 5 mag.      | 1-1         | Pro Livorno-Roma | 1-3          | 23 giu.      |
| 5 mag.      | 3-0         | Torino-Milan     | 0-2          | 23 giu.      |

| andata (4ª) | andata (4ª) | Quarta giornata   | ritorno (11ª) | ritorno (11ª) |
|             |             |                   |               |               |
| 19 mag.     | 2-1         | Inter-Napoli      | 0-0           | 7 lug.        |
| 19 mag.     | 1-0         | Pro Livorno-Milan | 0-1           | 7 lug.        |
| 19 mag.     | 0-0         | Roma-Juventus     | 1-2           | 7 lug.        |
| 19 mag.     | 3-0         | Torino-Bari       | 2-1           | 7 lug.        |

| andata (6ª) | andata (6ª) | Sesta giornata     | ritorno (13ª) | ritorno (13ª) |
|             |             |                    |               |               |
| 30 mag.     | 1-0         | Juventus-Torino    | 0-1           | 21 lug.       |
| 30 mag.     | 3-2         | Milan-Inter        | 1-0           | 21 lug.       |
| 30 mag.     | 3-0         | Napoli-Pro Livorno | 1-2           | 21 lug.       |
| 30 mag.     | 1-0         | Roma-Bari          | 0-1           | 21 lug.       |

### Statistiche

#### Squadre

##### Capoliste solitarie
|    | —— | —— | —— | ——     | ——     | ——     | ——     | —— | ——  | ——  | ——  | ——  | ——  | —— |  |
|    |    |    |    | Torino | Torino | Torino | Torino |    |     |     | Juv |     | Tor |    |  |
|    |    |    |    |        |        |        |        |    |     |     |     |     |     |    |  |
|    |    |    |    |        |        |        |        |    |     |     |     |     |     |    |  |
| 1ª | 2ª | 3ª | 4ª | 5ª     | 6ª     | 7ª     | 8ª     | 9ª | 10ª | 11ª | 12ª | 13ª | 14ª |    |  |

##### Classifica in divenire
| [ 15 ]   | 1ª | 2ª | 3ª | 4ª | 5ª | 6ª | 7ª | 8ª | 9ª | 10ª | 11ª | 12ª | 13ª | 14ª |
| [ 15 ]   |    |    |    |    |    |    |    |    |    |     |     |     |     |     |
| -------- | -- | -- | -- | -- | -- | -- | -- | -- | -- | --- | --- | --- | --- | --- |
| Bari     | 0  | 1  | 1  | 1  | 2  | 2  | 2  | 2  | 2  | 3   | 3   | 3   | 5   | 5   |
| Juventus | 2  | 2  | 4  | 5  | 6  | 8  | 10 | 12 | 14 | 16  | 18  | 20  | 20  | 21  |
| Inter    | 2  | 4  | 6  | 8  | 8  | 8  | 10 | 10 | 10 | 11  | 12  | 14  | 14  | 14  |
| Milan    | 0  | 0  | 2  | 2  | 3  | 5  | 7  | 7  | 9  | 10  | 12  | 12  | 14  | 16  |
| Napoli   | 2  | 3  | 3  | 3  | 5  | 7  | 7  | 9  | 11 | 11  | 12  | 12  | 12  | 13  |
| Livorno  | 0  | 1  | 1  | 3  | 4  | 4  | 4  | 6  | 6  | 6   | 6   | 8   | 10  | 10  |
| Roma     | 0  | 1  | 1  | 2  | 2  | 4  | 4  | 4  | 6  | 7   | 7   | 9   | 9   | 11  |
| Torino   | 2  | 4  | 6  | 8  | 10 | 10 | 12 | 14 | 14 | 16  | 18  | 18  | 20  | 22  |

#### Individuali

##### Classifica marcatori
Nel corso del torneo furono segnati complessivamente 171 gol (di cui 6 su autorete) da 55 diversi giocatori, per una media di 3,11 gol a partita. Un match, Bari-Milan, fu dato vinto agli ospiti (0-2) in seguito a giudizio sportivo.
Da segnalare le due quadriplette messe a segno da Eusebio Castigliano (in Torino-Napoli 7-1 della 10ª giornata) e da Enrico Candiani (in Inter-Torino 6-2 della 12ª giornata).
Di seguito, la classifica dei marcatori.
| Gol | Rigori |  | Giocatore           | Squadra  |
| --- | ------ |  | ------------------- | -------- |
| 13  |        |  | Eusebio Castigliano | Torino   |
| 8   | 1      |  | Carlo Barbieri      | Napoli   |
| 7   | 1      |  | Amedeo Amadei       | Roma     |
| 7   |        |  | Guglielmo Gabetto   | Torino   |
| 6   | 1      |  | Enrico Candiani     | Inter    |
| 6   | 1      |  | Silvio Piola        | Juventus |
| 5   |        |  | Carlo Annovazzi     | Milan    |
| 5   |        |  | Aredio Gimona       | Milan    |
| 5   |        |  | Naim Krieziu        | Roma     |
| 5   |        |  | Ezio Loik           | Torino   |
| 5   |        |  | Valentino Mazzola   | Torino   |
| 5   |        |  | Cosimo Muci         | Inter    |
| 5   |        |  | Romano Penzo        | Inter    |
| 5   | 4      |  | Pietro Rava         | Juventus |
| 5   |        |  | Vittorio Sentimenti | Juventus |